# باشگاه فوتبال باریتو پوترا
باشگاه فوتبال باریتو پوترا که با نام باریتو پوترا نیز شناخته می‌شود، یک باشگاه فوتبال حرفه ای اندونزیایی است که در بانجارماسین، کالیمانتان جنوبی واقع شده‌است. این باشگاه در حال حاضر در سوپر لیگ فوتبال اندونزی رقابت می‌کند.

## حامیان مالی
باریتو پوترا چند گروه حامی دارد که تقریباً در تمام قلمرو استان کالیمانتان جنوبی و سایر مناطق اندونزی پراکنده شده‌اند

## افتخارات
- گالاتاما
  - مقام سوم: 1992-93[۱]
- لیگ دسته اول اندونزی
  - برندگان: ۲۰۱۱–۱۲ (دوره درجه دوم)
  - نیمه نهایی: ۱۹۹۴–۹۵ (دوره درجه یک)
- لیگ دسته دوم اندونزی
  - برندگان: ۰۹–۲۰۰۸

## رده باشگاه در جهان
رده‌بندی باشگاه‌های جهان
تا تاریخ 2 March 2020.
| رتبه فعلی | کشور    | تیم            |
| --------- | ------- | -------------- |
| ۱۶۶۴      | مصر     | اسوان          |
| ۱۶۶۵      | هندوراس | رئال دی میناس  |
| ۱۶۶۶      | اندونزی | باریتو پوترا   |
| ۱۶۶۷      | مراکش   | شباب ریف حسمیه |
| ۱۶۶۸      | تایلند  | سیساکت         |

رده‌بندی باشگاه‌های AFC
تا تاریخ 2 March 2020.
| رتبه فعلی | کشور          | تیم          |
| --------- | ------------- | ------------ |
| ۱۸۹       | اردن          | الشباب اردن  |
| ۱۹۰       | عربستان سعودی | ضمک          |
| ۱۹۱       | اندونزی       | باریتو پوترا |
| ۱۹۲       | تایلند        | سیساکت       |
| ۱۹۳       | هند           | چنای سیتی    |

## حمایت مالی (اسپانسر) و کیت

### حامیان عنوان و پیراهن
| فصل     | سازنده کیت  | حامی اصلی           |
| ------- | ----------- | ------------------- |
| ۱۹۸۸–۹۲ | FBT         | باریتو اقیانوس آرام |
| ۱۹۹۲–۹۴ | آدیداس      | کداک                |
| ۱۹۹۴–۹۶ | آدیداس      | دانهیل              |
| ۱۹۹۶–۹۷ | آدیداس      | کانزاس              |
| ۰۰–۱۹۹۹ | ریباک       |                     |
| ۲۰۰۰–۰۳ | نایک        | بانک مندیری         |
| ۲۰۰۴–۱۲ | ساخت باشگاه | Hasnur Group        |
| ۲۰۱۲–۱۴ | SPECS       | Hasnur Group        |
| ۲۰۱۵–۱۷ | RIORS       | Hasnur Group        |
| ۲۰۱۸    | آمبرو       | Hasnur Group        |
| ۲۰۱۹ –  | ساخت باشگاه | Hasnur Group        |

### حامی مالی فعلی
- Hasnur Group